# Rabbula van Edessa
Rabbula van Edessa (Syrisch: ܪܒܘܠܐ ܕܐܘܪܗܝ, Rabbula dUrhoy) (Kenneshrin ca. 350 - Edessa 435) was een Syrische bisschop van Edessa van 411 tot 435 en een theoloog. Hij had een prominente rol binnen het Syrisch christendom, toen hij voor de Alexandrijnse leer van Cyrillus pleitte tijdens het Concilie van Efeze in 431. Tijdens dat concilie werd het nestorianisme veroordeeld. Voor lange tijd werd aangenomen dat Rabbula verantwoordelijk was voor de totstandkoming van de Peshitta, totdat Arthur Vööbus' onderzoek had aangetoond dat de Peshitta reeds bestond voor Rabbula's leven.

## Leven
Rabbula werd geboren in Kenneshrin, nabij Aleppo. Zijn vader was een heidense priester, maar zijn moeder was christelijk. Hij bekeerde zich tot het christendom, nadat hij in contact kwam met Eusebius van Kenneshrin, bisschop van Kenneshrin en Acasius, bisschop van Aleppo. Nadat hij zich bekeerde, werd hij monnik. In het jaar 411 werd Rabbula bisschop van Edessa, zodat hij zijn voorganger Diogenes kon opvolgen. Als bisschop werd Rabbula gekenmerkt door zijn aanhoudende ascese, het opkomen van armen binnen zijn bisdom en zijn discipline binnen het priesterschap. Ook was Rabbula een felle tegenstander van Nestorius en bestreed dan ook vooral de groeiende school van diens volgelingen.

## Werken
Rabbula was bevriend met Cyrillus van Alexandrië met wie hij correspondeerde en diens werk De recta vide vertaalde naar het Syrisch. Rabbula's literaire nalatenschap is niet van een grote omvang. Zijn voornaamste streven was wellicht om de Diatessaron (de harmonie der evangeliën) van Tatianus te vervangen voor de vier canonieke evangeliën.